# Menumorut
Menumorut ali Menumorout (madžarsko Ménmarót) je bil po Ogrski kroniki (Gesta Hungarorum), ki jo je po letu 1150 napisal neidentificirani avtor, imenovan Anonim, v času madžarskega osvajanja Karpatske kotline okoli leta 900 vladar dežel med rekami Mureš, Someš in Tiso. Zgodovinarji še vedno razpravljajo o tem, ali je bil Menumorut dejanski vladar ali izmišljen lik, ki ga je ustvaril avtor, saj Gesta govori o več osebnostih, vključno z Menumorutom, ki niso omenjeni v nobenem drugem primarnem viru. Gesta tudi ne imenuje nobenega nasprotnika Madžarov, ki so ga napadli. Po Anonimu je bilo Menumorutovo vojvodstvo poseljeno predvsem s Hazari in Sekuji, on sam pa je priznaval vrhovnost (neimenovanega) takrat vladajočega bizantinskega cesarja. 

## Ozadje

### Zgodnja zgodovina Madžarov
Najpomembnejši vir zgodnje zgodovine Madžarov je De administrando imperio, ki ga je okoli leta 952 napisal bizantinski cesar Konstantin VII. Po cesarjevem pisanju so Madžari "tri leta živeli skupaj s Hazari" in se  z njimi kot zavezniki vojskovali. Besedilo nakazuje, da so bili Madžari nekoč podrejeni Hazarskemu kaganatu, prevladujoči sili na ozemlju med rekama Dneper in Volga. Sodobni zgodovinarji še vedno razpravljajo o tem, ali je njihova podložnost trajala le nekaj let, kot navaja cesar, ali dlje. Na tem območju so se v drugi polovici 8. stoletja v zahodnih regijah Evrazijske stepe  v polnomadskih skupinah razvile tri ali štiri lokalne različice saltovsko-majaške arheološke kulture.
Notranji spori in napadi sosednjih plemen so v začetku 9. stoletja povzročili propad Avarskega  kaganata. Madžari so bili med tistimi Hazarom podložnimi ljudstvi, ki so se odcepila in se naselila v Pontski stepi severno od Črnega morja. Po pisanju cesarja Konstantina VII. so se kaganatu uprli tudi Kabari, ki so bili "iz rodu Hazarov", in se pridružili Madžarom.  To se je zgodilo pred letom 881, ker so po zapisih v daljši različici Salzburških letopisov tega leta Madžari in Kabari vdrli v Vzhodno Frankovsko. Madžari so se okoli leta 894 vmešali tudi v vojno med Prvim bolgarskim cesarstvom in Bizantinskim cesarstvom. Bolgari so sklenili zavezništvo s Pečenegi, ki so živeli vzhodno od Madžarov, in skupaj z njimi vdrli v Pontske stepe, premagali Madžare ter jih prisilili, da so se v iskanju nove domovine preselili v Karpatsko kotlino.
Njihovo osvajanje Karpatske kotline je glavna tema Gesta Hungarorum. Gesta je po letu 1150 napisal neprepoznan avtor, ki se zdaj dogovorno imenuje Anonim. Pisal je predvsem o bojih Madžarov s šestimi lokalnimi vladarji, vključno z Menumorutom, ki v drugih letopisih in kronikah niso imenovani. Zanimivo je, na Anonim po drugi strani ni pisal o Svetopolku I. Moravskemu, Liutpoldu Bavarskemu in drugih lokalnih vladarjih, katerih boji z osvajalnimi Madžari so opisani v virih iz poznega 9. in zgodnjega 10. stoletja.

### Crișana na predvečer madžarskega osvajanja
Grobišča, odkrita v Valea lui Mihai in drugih mestih ob reki Ier v sedanji severozahodni Romuniji, ki vsebujejo ostanke konj, kažejo, da so se Avari naselili v Crișani kmalu po svojem prihodu v Karpatsko kotlino leta 567. Na istem območju je bilo najdenih tudi nekaj pasov, okrašenih z grifi in viticami ali drugimi podobnimi značilnostmi poznoavarske obrti.  V pokrajinah, ki so mejila na poznoavarska grobišča, se je v 8. stoletju pojavila posebna skupina grobišč ali tumulov, imenovana nușfalău–someșenska grobišča. V nasprotju z Avari, ki so pokojne pokopavali, so uporabniki teh grobišč pokojne upepeljevali. Nușfalău–someșenska grobišča kažejo podobnosti z nekaterimi grobišči na vzhodnoslovanskih ozemljih, grobni pridatki pa so podobni tistim na zahodnoslovanskih grobiščih in grobiščih poznoavarskih nosilcev pasov.
Po nizu pohodov proti zahodnim regijam Karpatskega bazena, ki so jih vodili Karel Veliki in njegovi poveljniki med letoma 788 in 803, je moč Avarov upadla. Skupine Avarov so preživele uničenje njihovega imperija. Regino Prümski je zapisal, da so Madžari po begu iz Pontskih step najprej "tavali po divjini Panoncev in Avarov" v Karpatski kotlini. Po mnenju zgodovinarja Andrása Róna-Tasa so se te avarske divjine (solitudo Avarorum) nahajale v ravninah ob Tisi in Donavi, vključno s Crișano.
Propad Avarskega kaganata je omogočil razvoj Velikomoravske, slovanske države ob srednji Donavi. Svetopolk I. Moravski, ki je vladal od leta 870 do 894, je razširil svojo oblast na obširno ozemlje, po mnenju zgodovinarja Gyule Kristója tudi na Crişano. Arheolog Alexandru Madgearu Kristójevo teorijo zavrača, ker nobena arheološka najdba iz poznega 9. stoletja ne dokazuje moravskega vpliva v Crișani.
Od padca Avarskega kaganata so imeli koristi tudi Bolgari. Eden od poveljnikom bolgarskega kana Omurtaga (vladal 814-831) se je utopil v Tisi, kar kaže, da je Omurtag poskušal razširiti svojo oblast preko Tise. Bolgari so se povezali s Franki in leta 863 in 883 vdrli na Moravsko. Na podlagi virov je perzijski učenjak Gardizi okoli leta 870 pisal o dveh ljudstvih, Nandarinih in Mirdātih, "katerih deželi sta oddaljeni deset dni potovanja". Zgodovinarja István Bóna in György Györffy sta v Nandarinih prepoznala Bolgare, ker je bil nándor madžarski eksonim za Bolgare, v Mirdātih pa kot Moravce. Če je prepoznavanje veljavno, je bila okoli leta 870 razdalja med Bolgarijo in Moravsko približno 250 do 300 kilometrov.

## Anonimova pripoved

### Menumorut in njegova kneževina
Po pisanju Gesta Hungarorum je Menumorut v času invazije Madžarov vladal na ozemlju, ki so ga omejevale reke Tisa, Mureș, Someș in gozd Igifon. Anonim je zapisal tudi to, da so "ljudstva, ki se imenujejo Kozár" (Hazari), naseljevala to kraljestvo skupaj s Sekeji. Po Anonimu je bil Menumorutova glavna trdnjava v Bihariji. Arheologi so trdnjavo odkrili in identificirali kot glavno Menumorutovo mesto. Nekateri zgodovinarji, na primer Florin Curta, temu oporekajo, ker ni nobenega dokaza, da je bila trdnjava zgrajena pred 10. stoletjem. Anonim je zapisal, da je bil Menumorut vnuk nekega kneza Maróta, čigar ime je izpeljano iz starodavnega madžarskega eksonima za Moravce. Za Maróta trdi, da je bil vladar Crișane v času Huna Atile in da se je po bolgarsko prevzetno obnašal do madžarskih odposlancev in jim povedal, da je njegov gospodar bizantinski cesar.
Gesta opisuje Menumoruja kot poligamista in navaja, da je imel veliko priležnic. Anonim je celo domneval, da je bilo Menumorutovo ime zaradi njegove ženskam naklonjene narave povezano z madžarsko besedo za žrebca (mén). Po mnenju zgodovinarja Neaguja Djuvare je Menumorutovo ime madžarska oblika turškega ali morda bolgarskega osebnega imena, vendar ne omenja katerega.

### Madžarsko osvajanje Karpatskega bazena
Madžari so po Gesta Hungarorum vstopili v Karpatsko kotlino skozi severne Karpate. Po osvojitvi njenega severovzhodnega dela  je njihov voditelj, veliki knez Árpád, k Menumorutu poslal svoja odposlanca Ősbőja  in Veleka, ki sta od njega zahtevala predajo "ozemlja od reke Someș do meje Nyírséga in Meseșkih vrat". Menumorut je Árpádova odposlanca sprejel prijateljsko, vendar ni hotel popustiti njuni zahtevi, češ da ima oblast nad tem ozemljem bizantinski cesar. Ősbő in Velek sta se vrnila k Árpádu in ga obvestila o Menumorutovi zavrnitvi.
Po Anonimu je Árpád poslal poveljnike Tasa, Szabolcsa in Tétényja, da napadejo Menumorutovo kneževino. Vojska je pri prehodu Lád prečkala Tiso in odšla proti Somešu.  Skoraj vsi prebivalci so se ji brez odpora predali in ji dali svoje sinove za talce. Menomorut si ni upal začeti protinapada, saj se je vse več njegovih podanikov prostovoljno predajalo napadalcem. Madžari so po Szabolcsovem ukazu zgradili zemeljeno trdnjavo in jo imenovali po njem. Vanjo so nastanili madžarske bojevnike pod poveljstvom poročnika.
Divizija madžarske vojske pod poveljstvom Szabolcsa in Tasa je nato zavzela trdnjavo Satu Mare, medtem ko je druga divizija pod vodstvom Tétényja v Nyírségu zajela veliko ljudi. Obe diviziji sta se ponovno združili pri Meseških vratih, kjer so "prebivalci dežele v skladu z ukazi madžarskih voditeljev zgradili kamnita vrata in veliko oviro iz dreves, da bi branili meje svojih na novo osvojenih dežel".   Anonim poudarja, da so bili trije madžarski poveljniki zelo ponosni, da so "podredili skoraj vse narode v Menumorutovi kneževini". Tas in Szabolcs sta se odločila, da se vrneta k Árpádu in na svoji poti "pokorita celotno ljudstvo od reke Someș do reke Criș". Menumorut je na tej točki nameraval pobegniti v Bizantinsko cesarstvo, vendar so njegovi bojevniki preprečili Szabolcsu in Tasu prečkati Criş in Madžari so se začasno umaknili.
Po prvem pohodu proti Menumorutu so se Madžari vojskovali s Salanom, gospodom ozemlja med Tiso in Donavo, Čehi in Gladom, gospodom Banata, in osvojili Panonsko nižino. Árpád je po rojstvu svojega sina Zoltána ponovno poslal Ősbőja in Veleka proti preostalim Menumorutovim deželam. Potem, ko sta prečila Tiso, so se jim prostovoljno pridružili Sekuji, "ki so bili prej ljudstvo Huna Atile". Menumorut z ženo in hčerko je pred združeno vojsko pobegnil v gozdove Igyfona, Ősbő in Velek pa sta dvanajst dni oblegala Biharijo, ki so jo branili "bojevniki, zbrani iz različnih narodov". Med obleganjem je bilo ubitih dvajset Madžarov, petnajst Sekujev in 125 Menumorutovih vojakov. Trinajsti dan so se branilci odločili vdati in so odprli vrata trdnjave.
Menumorut se je po padcu Biharja predal in privolil, da bo dal svojo hčer za ženo Árpádovemu sinu Zoltánu. Árpád je ponudbo sprejel in Menumorutu dovolil, da je vladal nad Biharijo do konca svojega življenja.  Veleku je kot nagrado za zasluge med vojno proti Menumorutu dal grofijo Zaránd, Ősbőju  pa trdnjavo Veszprém.  Menumorut je brez moškega naslednika umrl malo pred letom 907 in svojo kneževino prepustil svojemu zetu Zoltánu.

## Ocene zgodovinarjev
Mnogi zgodovinarji razpravljajo o zanesljivosti Anonimovih poročil o Menumorutu in drugih nasprotnikih Madžarov, ki niso imenovani v drugih primarnih virih. Kristó piše, da se je Anonim, ki je imel malo informacij o resničnih razmerah v Karpatski kotlini okoli leta 900, lahko med pisanjem svoje zgodovine madžarskega osvajanja obrnil samo na eno stvar, na svojo domišljijo. György Györffy pravi, da bil Menumorut  ena od osebnosti, ki si jih je Anonim  izmislil in poimenoval po lokaciji. Dobro dokumentirani sta vasi Morutova hiša (madžarsko Marótlaka) in klan Morut v okrožju Bihar v 13. stoletju. Carlile Aylmer Macartney piše, da je večina dogodkov, ki jih Gesta omenja v povezavi z Menumorutom, "preprosto ponavljanje zgodbe o Salanu v isti kroniki",  kar kaže, da je imel Anonim "malo gradiva, na katerem bi lahko pisal o Menumorutu". Zgodovinar Ryszard Grzesik pravi, da Menumorut "nikoli ni obstajal in nikoli ni vladal Biharju", vendar ni bil izmišljena oseba.